# Nathaniel Makoto Uematsu
Nathaniel Makoto Uematsu (jap. ナタナエル 植松 誠, Natanaeru Uematsu Makoto; * 1952) ist anglikanischer Geistlicher und ehemaliger Bischof von Hokkaidō, der von 2006 bis 2020 Primas der Nippon Sei Ko Kai war.
Uematsu studierte an der Osaka University of Arts und erhielt dort 1975 seinen Bachelor of Arts. Danach besuchte er die Philips University in Enid, Oklahoma, wo er 1978 seinen Master of Arts bekam.
Uematsu besuchte das Episcopal Theological Seminary of the South West in Austin, Texas und erhielt dort 1982 seinen Master of Divinity. Danach war er von 1982 bis 1986 Kurat der Pfarrei St Marks Ashiya in Hyōgo. Im Jahr 1984 wurde Uematsu zum Priester geweiht. Von 1986 bis 1994 bekleidete er das Amt des Rektors der Holy Trinity in Osaka und wurde dann schließlich von 1994 bis 1997 Generalsekretär der Kirchenprovinzverwaltung. Im Jahr 1997 erhielt Uematsu die Bischofsweihe und wurde Bischof des Bistums Hokkaidō. Auf der 56. Generalsynode 2006 wurde er als Nachfolger von Jacob Tōru Uno (ヤコブ 宇野 徹) zum Primas der Nippon Sei Ko Kai gewählt. Ihm folgte im November 2020 Luke Kenichi Muto in dieser Funktion nach.